# Polypyrrolová vlákna
Polypyrrolová vlákna (mezinárodní zkratka PPy) jsou textilní materiály z elektricky vodivých polymerů.

Chemická struktura polypyrrolu

Výroba a vlastnosti polypyrrolu byly poprvé popsány v roce 1963. Polypyrrol se získává elektrolyticky nebo oxidací pyrrolu.
Materiál má vodivost řádově 10−5 S/cm. Přimísením různých dopantů se dá vodivost značně zvýšit a zároveň zlepšit rozpustnost a tak umožnit zpracování mokrým zvlákňováním.
V roce 2016 se nabízí dotovaný polypyrrol s vodivostí 10-50 S/cm např. za 22-27 €/g.
Asi od roku 1990 se zkoušejí různé metody výroby vláken a aplikace polypyrrolu na textiliích s možným použitím jako vodič elektrického proudu.
O komerčním využití PPy vláken však nebylo do konce roku 2015 nic známo.

## Způsoby výroby a aplikace polypyrrolových vláken
Polypyrrolová vlákna byla poprvé vyrobena (elektrochemicky) na začátku 90. let 20. století (rychlostí 1 cm/h).
V první dekádě 21. století se např. pokusně zpracoval mokrým zvlákňováním polypyrrol dotovaný di-(2-ethylheyl) sulfosuccinatem (DEHS). Výsledný filament měl průměrnou vodivost cca 3 S/cm. Při polymerizaci s teplotou sníženou na -15 °C se dosáhla vodivost vláken 30 S/cm a pevnost 4,2 GPa.
Coatingem (povrstvováním) nevodivých vláken polypyrrolem se dá dosáhnout např. u vlny 0,23 S/cm, u bavlny 0,0006 S/cm (chemickou depozicí z plynné fáze).
Tkaniny, pleteniny a netkané textilie z bavlny, vlny a polyesteru (150 g/m2) povrstveny 15-20 % polypyrrolu dotovaného kyselinou (p-toluenesulfonic) dosáhly zvýšení povrchové vodivosti na úroveň 0,01-0,02 S/cm (1-2 kΩ). Textilie by měly být použitelné jako senzory.
Elektrostatickým zvlákňováním polypyrrolu s použitím dopantů se vyrábí vlákno o průměru 0,003 mm s vodivostí 0,5 S / cm. Netkané textilie z tohoto materiálu se dají použít na elektrody do dobíjecích baterií.